# Chapelle Saint-Barthélemy de Vantoux
La chapelle Saint-Barthélémy de Vantoux est un petit édifice religieux, situé à Vantoux, en France.

## Généralités
La chapelle est située dans le village de Vantoux, en périphérie de Metz, dans le département de la Moselle, en région Grand Est, en France.

## Historique
La chapelle aurait été bâti aux alentours du XIe siècle et en 1226, la chapelle est héritée par le chapitre de l'abbaye Saint-Martin. Elle est vendue comme bien national durant la révolution française.
Désaffectée, elle a perdu au fil du temps divers éléments constitutifs : des peintures murales dont il ne reste rien (XIIIe siècle), le chœur arrondi avec voûte en cul-de-four (détruit début du XIXe siècle) et un ancien cimetière entourant la chapelle (supprimé en 1832).
Le clocher de la chapelle a été classé au titre des monuments historiques par arrêté du 6 décembre 1898 et la nef, ainsi que l'ancien emplacement du chœur, ont eux été inscrits par arrêté du 22 octobre 1991.

## Description
La chapelle s'inspire des modèles messins du XIe siècle. L'édifice est à nef unique éclairé par 6 petites fenêtres et possède un narthex supporté par des piliers carrés. Le clocher carré agrémenté d'ouvertures jumelées dont les arcs en plein cintre sont supportées par des colonnettes aux chapiteaux carrés. Ce clocher abriterait une cloche datée de 1519.